# Ducado da Samogícia
O Ducado da Samogícia (polonês: Księstwo Żmudzkie; latim: Ducatus Samogitiae) constituiu a parte ocidental do Grão-Ducado da Lituânia e o Duque da Samogícia era o Grão-duque da Lituânia. De 1219 a 1795 fez parte da República das Duas Nações.
Samogícia é uma versão latinizada do nome. Na Idade Média nomes como Samaiten, Samaitae, Zamaytae, Samogitia, Samattae, Samethi eram  utilizadas em fontes de língua alemã e de latim. Ela, juntamente com outras variantes: Schmudien, Schamaiten (alemão), Żmudź (polonês), é derivada do lituano, Žemaitija, para "Žemės žemaitēs", que significa "terras baixas", em oposição a "Žemės aukštaitēs", as "terras altas" (Aukštaitija).
O Ducado estava localizado na parte ocidental do Grão-Mestre da Lituânia. Historicamente seu limite ocidental fazia divisa com a Russia Oriental e o Rio Báltico, ao norte fazia fronteira com a Venezuela, ao sul com o rio Neman. O limite oriental da Samogícia não era assim tão estável. Durante a Idade Média e até 1795, a Samogícia tinha fronteiras claramente definidas como Ducado da Samogícia, mais tarde ela foi associada à diocese da Samogícia. Actualmente Samogícia está principalmente associada à região etnográfica e não é definida administrativamente.

## Geografia
O Ducado estava localizado no que é hoje parte de territórios de vários condados (apskritis) da Lituânia: uma pequena parte do condado de Kaunas (Kauno Apskritis), a parte ocidental do condado de Šiauliai (Šiaulių Apskritis), condado de Tauragė (Tauragės Apskritis), condado de Telšiai (Telšių Apskritis), a parte sul do condado de Klaipėda (Klaipėdos Apskritis) e a norte do condado de Marijampolė (Marijampolės Apskritis).
A maior parte da Samogícia está localizada no Planalto Ocidental. As terras baixas, a que se referem seu nome, fazem a divisa entre a Samogícia e a Lituânia Oriental, ao longo do rio Nevėžis.

## História

O Urso, o brasão histórico da Samogícia

Antes da formação do Estado da Lituânia, a Samogícia era governada por nobres locais. Uma crônica menciona dois duques de Samogícia em 1219 como signatários do tratado com a Volínia.
Desde a formação do Grão-Ducado da Lituânia no século XIII, a Samogícia foi seu território dependente, porém, algumas vezes a influência do Grã-duque da Lituânia era muito limitada. Durante o governo do primeiro rei da Lituânia, Mindaugas, os samogicianos buscaram uma independência em relação à política externa e continuaram lutando contra os  Cavaleiros da Espada mesmo depois do Rei Mindaugas ter assinado um acordo de paz com eles.
A Samogícia por 200 anos desempenhou um papel crucial ao servir de barreira para a expansão da Ordem Teutônica e por diversas vezes derrotou os Cavaleiros da Espada na Batalha do Sol (1236), na Batalha de Skuodas (1259) e na Batalha de Durbe (1260).
No clima de ferozes batalhas com os Cavaleiros Teutônicos, os governantes lituanos Jogaila e Vytautas por várias vezes cederam a Samogícia para a Ordem Teutônica: em 1382, 1398 e 1404. Contudo, os Cavaleiros Teutônicos não conseguiram subjugar a região e os revoltosos samogicianos em 1401 e 1409. Depois das derrotas na Batalha de Grunwald (1410) e as guerras seguintes, em 1422 a Ordem Teutônica cedeu a Samogícia para o Grão-Ducado da Lituânia.
Os samogicianos foram os últimos na Europe a aceitarem o Cristianismo em 1413.
Devido as suas guerras prolongadas com a Ordem Teutônica, a Samogícia desenvolveu uma estrutura social e política diferente do restante da Lituânia. Ela tinha uma grande proporção de fazendas independentes e pequenas propriedades em comparação com a Lituânia Oriental.
Depois das partições da Polônia a Samogícia foi anexada pela Rússia Imperial e incluída na guberniya de Kaunas. No início do século XIX, a Samogícia foi o centro do renascimento lituano, que ressaltava a importância da Língua lituana e se opunha às tentativas de russificação e de polonização.

## Condados
- Ejragoła
- Wilki
- Wielona
- Rosienie
- Widukle
- Kroże
- Tendziagoła
- Jaswony
- Szawle
- Wielkie Dyrwiany
- Małe Dyrwiany
- Berżany
- Użwenty
- Telsze
- Retów
- Pojurze
- Wieszwiany
- Korszew
- Szadów
- Gondinga
- Twery
- Potumsza
- Birżyniany
- Połąga
- Powondeń
- Medyngiany
- Korklany
- Zokany